# Стары-Сонч (гмина)
Стары-Сонч (пол. Stary Sącz) — городско-сельская гмина (волость) в Польше, входит как административная единица в Новосонченский повет, Малопольское воеводство. Население — 23 390 человек (на 2013 год).

## Административный центр
В состав гмины входит город Стары-Сонч, который исполняет функцию её административного центра.

## Сельские округа
1. Барцице-Дольне
2. Барцице-Гурне
3. Габонь
4. Габонь-Прачка
5. Голковице-Дольне
6. Голковице-Гурне
7. Лазы-Бегоницке
8. Мостки
9. Мощеница-Нижна
10. Мощеница-Выжна
11. Мыслец
12. Поповице
13. Пшисетница
14. Скрудзина
15. Воля-Крогулецка
16. Стары-Сонч

## Фотографии

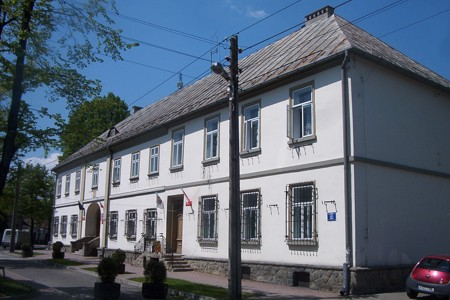
Здание управления гмины, Стары-Сонч
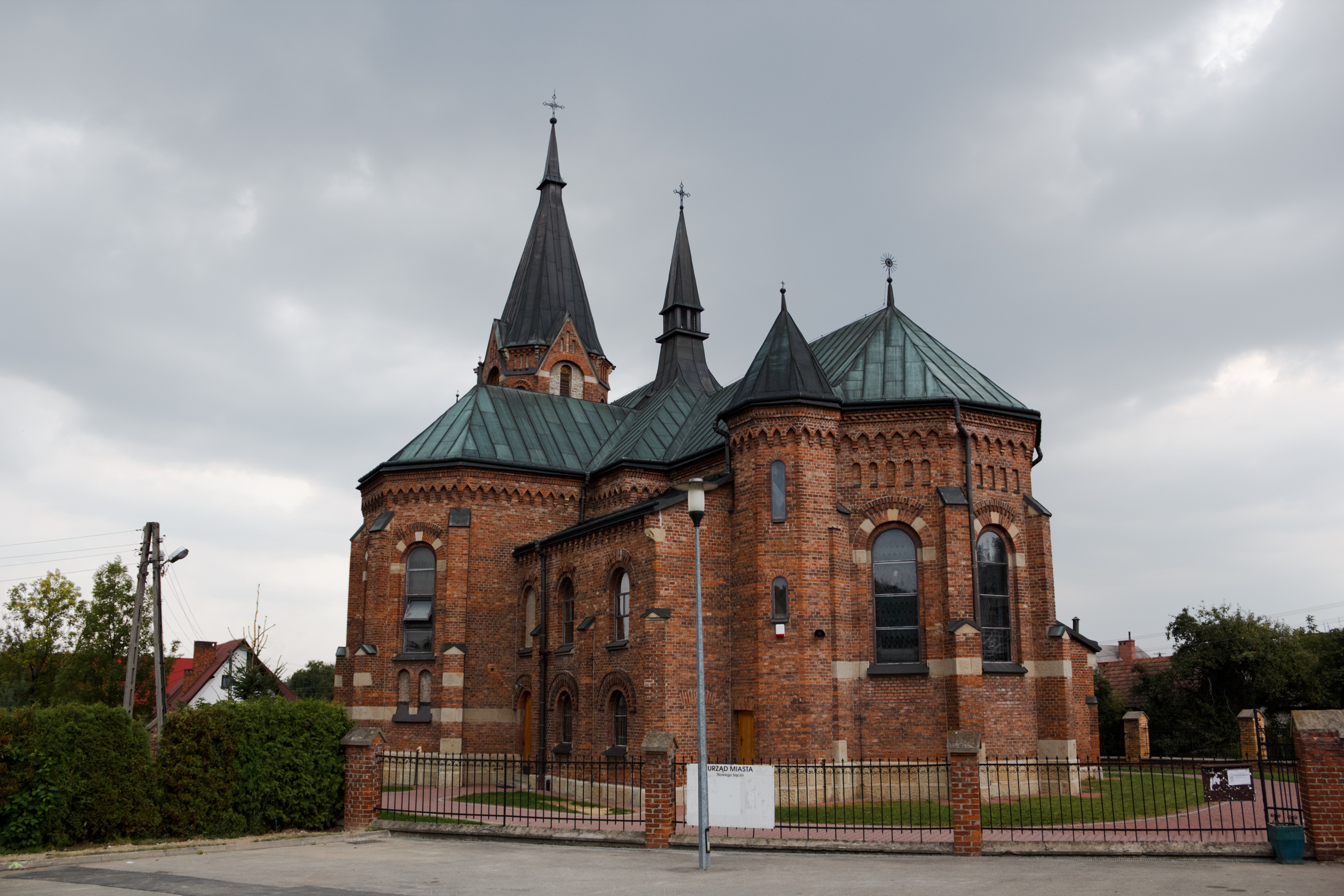
Костёл св. Вавжиньца (Лаврентия), Лазы-Бегоницке
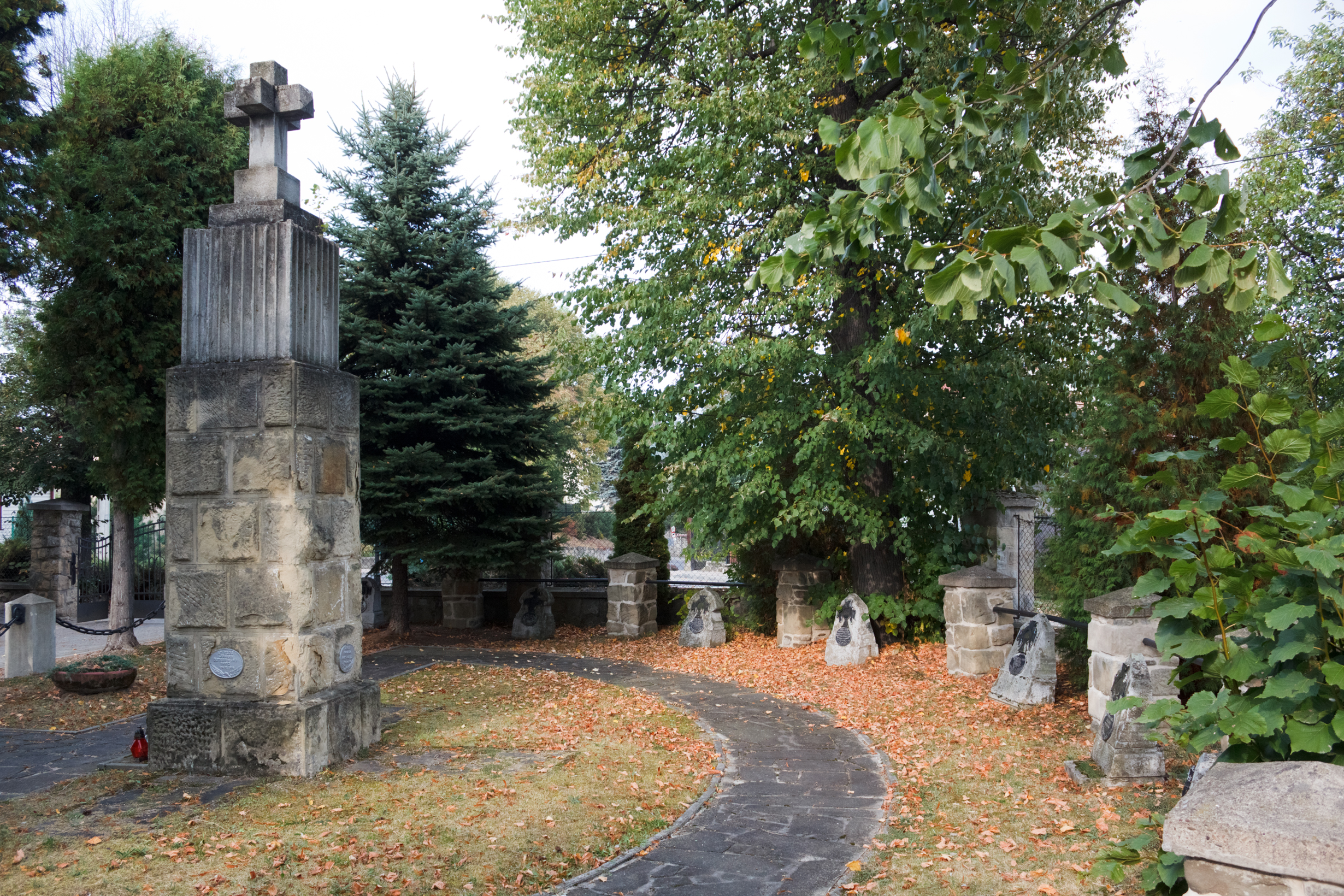
Военное кладбище № 348 из Первой мировой войны, Стары-Сонч
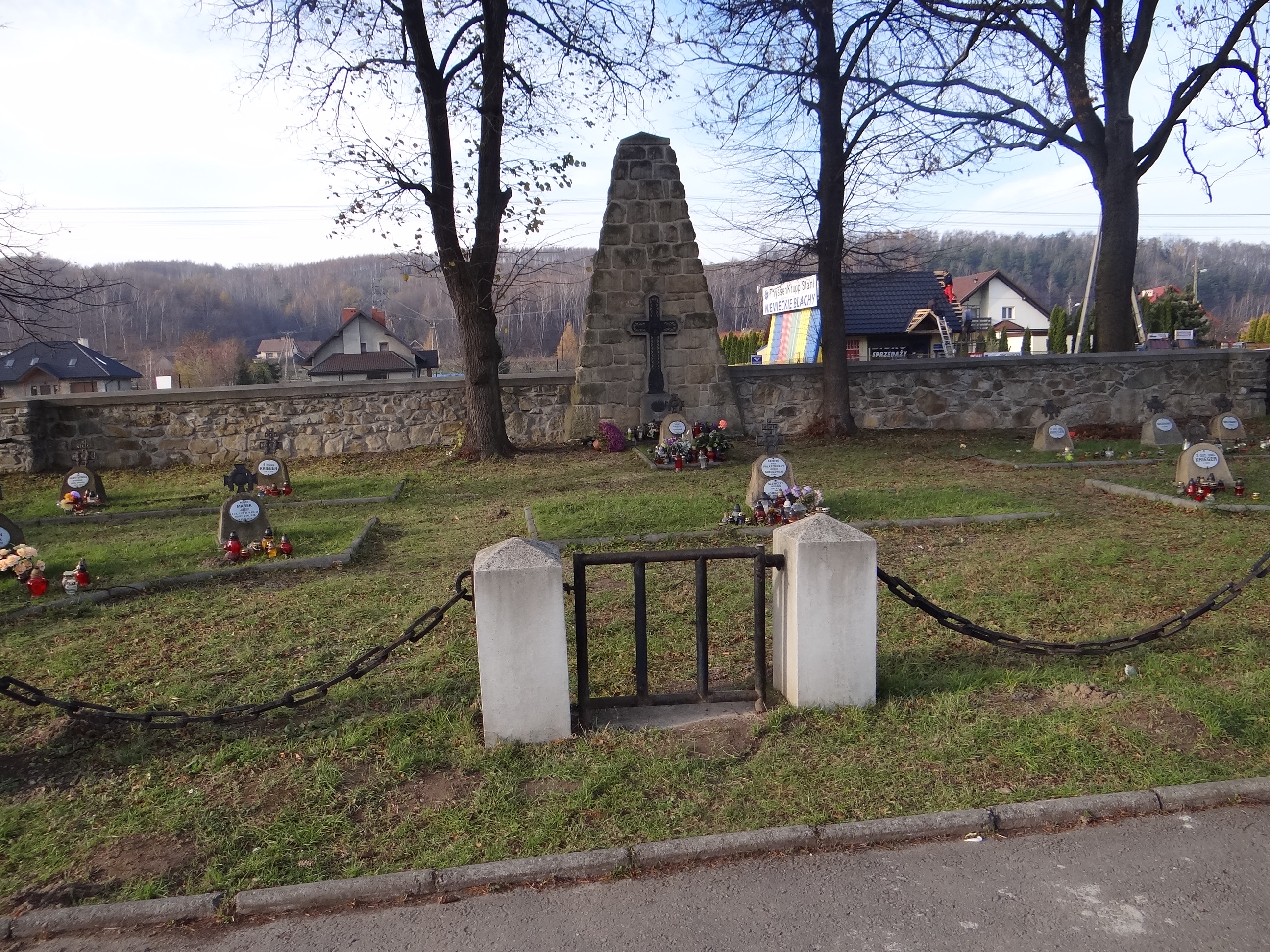
Военное кладбище № 347 из Первой мировой войны, Барцице-Дольне
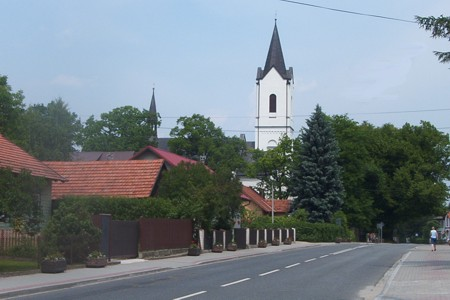
Башня, Барцице-Дольне